# Саут-Темпл (Пенсільванія)
Саут-Темпл (англ. South Temple) — переписна місцевість (CDP) в США, в окрузі Беркс штату Пенсільванія. Населення — 1560 осіб (2020).

## Географія
Саут-Темпл розташований за координатами 40°23′56″ пн. ш. 75°55′21″ зх. д. / 40.39889° пн. ш. 75.92250° зх. д. (40.398813, -75.922542).  За даними Бюро перепису населення США в 2010 році переписна місцевість мала площу 0,86 км², з яких 0,86 км² — суходіл та 0,00 км² — водойми.

## Демографія
Згідно з переписом 2010 року, у переписній місцевості мешкали 1424 особи в 598 домогосподарствах у складі 389 родин. Густота населення становила 1657 осіб/км².  Було 626 помешкань (728/км²).
Расовий склад населення:
| - 89,0 % — білих - 2,9 % — чорних або афроамериканців - 0,8 % — азіатів - 0,5 % — корінних американців - 5,1 % — осіб інших рас |

До двох чи більше рас належало 1,7 %. Частка іспаномовних становила 14,8 % від усіх жителів.
За віковим діапазоном населення розподілялося таким чином: 19,5 % — особи молодші 18 років, 59,7 % — особи у віці 18—64 років, 20,8 % — особи у віці 65 років та старші. Медіана віку мешканця становила 45,3 року. На 100 осіб жіночої статі у переписній місцевості припадало 91,4 чоловіків;  на 100 жінок у віці від 18 років та старших — 91,0 чоловіків також старших 18 років.
Середній дохід на одне домашнє господарство  становив 76 884 долари США (медіана — 67 549), а середній дохід на одну сім'ю — 82 310 доларів (медіана — 69 363). За межею бідності перебувало 9,7 % осіб, у тому числі 32,1 % дітей у віці до 18 років та 0,0 % осіб у віці 65 років та старших.
Цивільне працевлаштоване населення становило 906 осіб. Основні галузі зайнятості: освіта, охорона здоров'я та соціальна допомога — 26,3 %, виробництво — 14,8 %, науковці, спеціалісти, менеджери — 13,6 %.